# Katarzyna von Bora

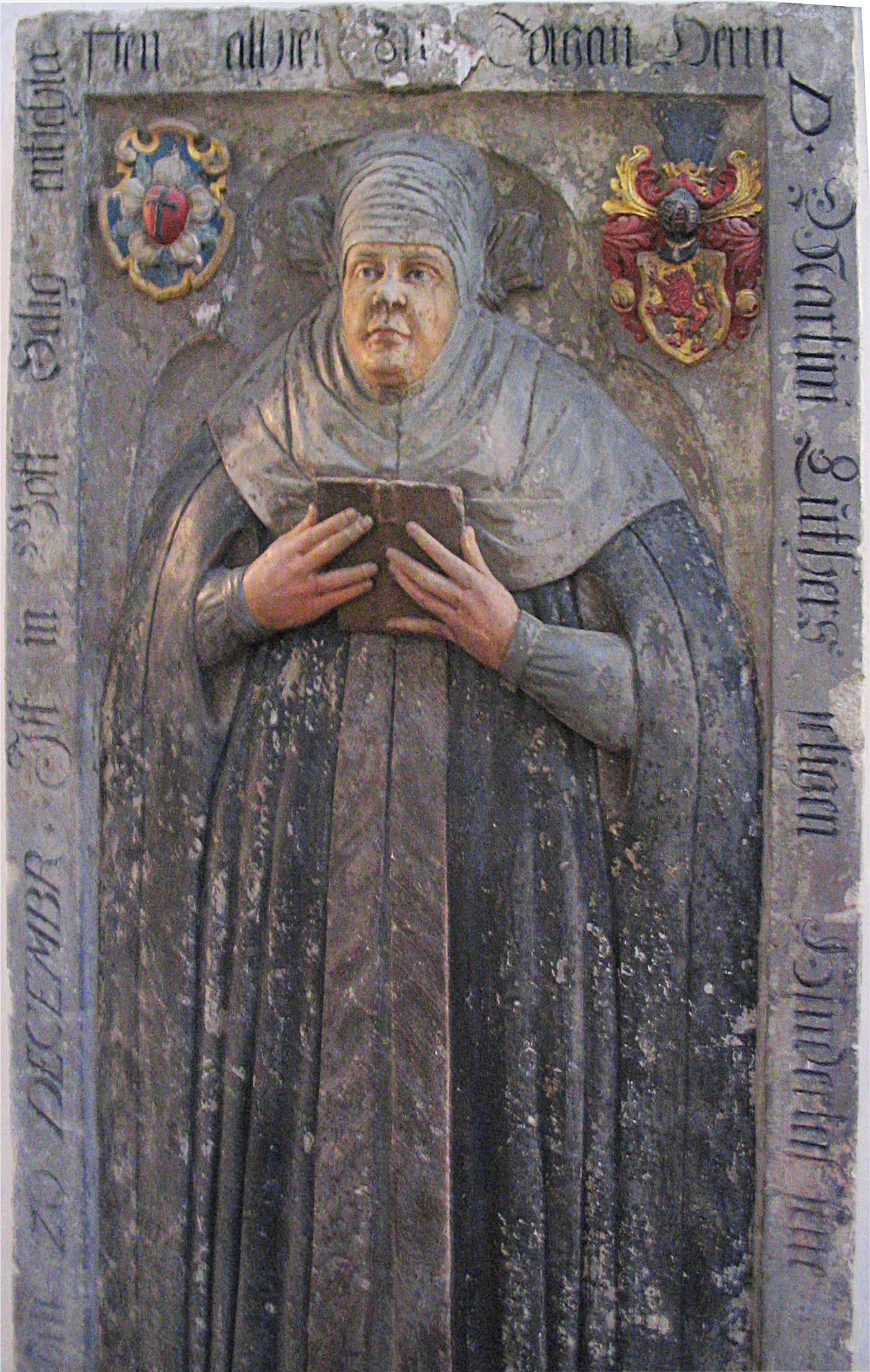
Płyta nagrobna Katarzyny von Bora w Torgawie

Katarzyna von Bora (ur. 29 stycznia 1499 w Lippendorfie koło Neukieritzsch, zm. 20 grudnia 1552 w Torgau) – niemiecka zakonnica, następnie małżonka reformatora religijnego Marcina Lutra.

## Życie Katarzyny von Bora

### Młodość
Katarzyna von Bora urodziła się w 1499 Lippendorfie koło Kieritzch jako córka szlachcica z Miśni oraz Katarzyny Haubitz. Sytuacja finansowa rodziny była trudna, więc rodzice zdecydowali się na oddanie córki do klasztoru cysterek w Nimbschen. W 1514 Katarzyna rozpoczęła nowicjat, a 8 października 1515 złożyła śluby zakonne. Ruch reformacyjny dotarł także za klasztorne mury. 24-letnia Katarzyna wraz z jedenastoma innymi zakonnicami uciekła w Wielką Sobotę 1523 z klasztoru dzięki pomocy kupca z Torgawy – Leonarda Koppe.

### Małżeństwo z Marcinem Lutrem
Trzy spośród dwunastu zakonnic wróciły do swoich domów rodzinnych, dziewięć pozostałych przywieziono do domu Lutra, który zajął się poszukiwaniem dla nich mężów. Katarzyna zawarła znajomość z synem norymberskiego patrycjusza, ale jego ojciec znalazł mu lepszą partię. Luter pragnął wyswatać Katarzynę z pastorem Glatzem z Orlamünde, ale ona nie wyraziła zgody na to małżeństwo, deklarując równocześnie chęć poślubienia Lutra. Reformator poślubił Katarzynę von Bora 13 czerwca 1525. Małżonkowie zamieszkali w byłym klasztorze w Wittenberdze. 7 czerwca 1526 urodził się ich pierwszy syn – Johannes, a później jeszcze Elżbieta (10 grudnia 1527), Magdalena (4 maja 1529), Marcin (9 listopada 1531), Paweł (28 stycznia 1533) oraz Małgorzata (17 grudnia 1534). Elżbieta i Magdalena zmarły jako dzieci (odpowiednio: w wieku ośmiu miesięcy i trzynastu lat). Sam Luter niewiele zarabiał. Utrzymanie zapewniała w dużej mierze żona, wynajmując część klasztoru studentom i innym osobom, a także zapewniając im wyżywienie. Przedsiębiorcza kobieta cieszyła się szacunkiem mężczyzn: posiadała znajomość czytania i pisania, rozważała Pismo Święte. Jak pisał Marcin Luter: 
„Mojej miłej pani domu Katarzynie von Bora, kaznodziejce, właścicielce browaru, ogrodniczce i kim jeszcze więcej może być...”, „Ona powozi, uprawia pole, pasie bydło, kupuje bydło, warzy piwo, a zabrała się jeszcze za czytanie Biblii, i obiecałem jej 50 guldenów, jeśli do Wielkanocy całą przeczyta! Zupełnie serio! Już jest przy 5. Księdze Mojżeszowej”
(List Lutra do Justusa Jonasa z 1525)
Małżeństwo Lutrów trwało 20 lat, do śmierci reformatora. W testamencie Luter uczynił spadkobierczynią Katarzynę, ale jego wola okazała się niezgodna z prawem. Wdowa otrzymała pensję od elektora (nie zawsze była wypłacana) i podobnie jak za życia męża utrzymywała się z opłat pobieranych za wynajmowanie części klasztoru. Nadal także gotowała dla najemców.